# کری هان
کری هان (به انگلیسی: Keri Hehn) (زادهٔ ۱۳ مهٔ ۱۹۸۱) شناگر اهل ایالات متحده آمریکا است.